# Papyrus 59
Papyrus 59 (nach Gregory-Aland mit Sigel {\displaystyle {\mathfrak {P}}}59 bezeichnet) ist eine frühe griechische Abschrift des Neuen Testaments. Dieses Papyrusmanuskript enthält einige Verse des Johannesevangeliums. Mittels Paläographie wurde es auf das 7. Jahrhundert datiert.

## Text
Die Fragmente enthalten den Text von Johannes 1,26.28.48.51; 2,15–16; 11,40–52; 12,25.29.31.35; 17,24–26; 18,1–2.16–17.22; 21,7.12–13.15.17–20.23.
Der griechische Text des Kodex ist gemischt. Aland ordnete ihn in Kategorie III ein.
Die Handschrift gehörte früher zum Colt Archaeological Institute und wird zurzeit in der The Morgan Library & Museum unter der Signatur P. Colt 3 in New York City aufbewahrt.